# غوغنهايم بارتنرز
غوغنهايم بارتنرز (بالإنجليزية: Guggenheim Partners)‏ هي شركة خدمات مالية استشارية واستثمارية عالمية تعمل في مجال الخدمات المصرفية الاستثمارية وإدارة الأصول وخدمات أسواق رأس المال وخدمات التأمين.

## التنظيم
يقع المقر الرئيسي للشركة في مدينة نيويورك وشيكاغو. لديها أكثر من 325 مليار دولار من الأصول الخاضعة للإدارة. الرئيس التنفيذي للشركة هو مارك والتر.
في أكتوبر 2009، عينت الشركة رئيس جيه بي مورغان للخدمات المصرفية الاستثمارية مارك فان ليث كمدير إداري أول ورئيس الخدمات المصرفية الاستثمارية والمدير السابق للإدارة العالمية في أبولو ونائب الرئيس هنري سيلفرمان نائبًا لرئيس إدارة الأصول.
في يناير 2013، عينت الشركة الرئيس التنفيذي المؤقت لموقع ياهو! روس ليفنسون كرئيس تنفيذي لوحدة الأسهم الخاصة غوغنهايم ديجيتال ميديا.